# Schlangenhaargurke
Die Schlangenhaargurke (Trichosanthes cucumerina), auch Schlangengurke, Chinesische Gurke oder Schlangenkürbis genannt, ist eine in den Tropen und Subtropen verbreitet angebaute Nutzpflanze aus der Familie der Kürbisgewächse (Cucurbitaceae).
Nicht zu verwechseln ist die Schlangenhaargurke mit der Salatgurke (Cucumis sativus), deren längliche Sorten bisweilen auch als Schlangengurken bezeichnet werden.

## Merkmale

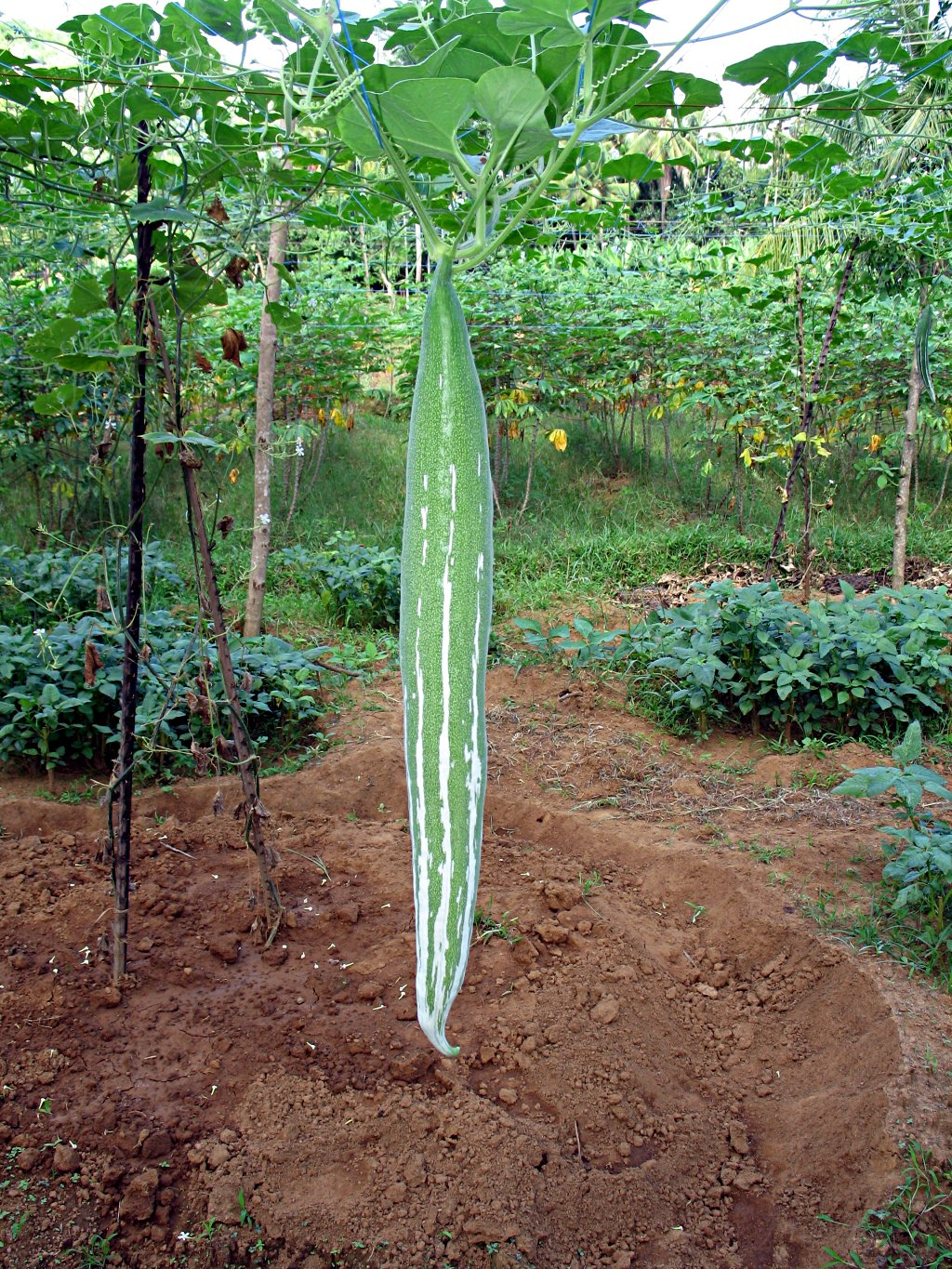
Unreife Frucht an der Pflanze (Kerala, Indien)

Die kletternde Schlangenhaargurke bildet lange Lianen mit verzweigten Ranken. Die Sprossachsen sind kantig.
Die wechselständigen und gestielten Laubblätter sind handförmig gelappt und unterseits oft behaart bis schuppig. Sie sind bis 7-lappig oder ungelappt, bis 25 Zentimeter groß, herzförmig, spitz und gezähnt bis ganzrandig.
Trichosanthes cucumerina ist einhäusig monözisch. Die Blüten sind groß, meist weiß, ausgefranst, duftend und öffnen sich in der Nacht. Die männlichen Blüten stehen zu mehreren in Trauben, die weiblichen erscheinen einzeln, kommen jedoch an derselben Pflanze vor. Die gestielten, zwittrigen Blüten sind fünfzählig mit doppelter Blütenhülle.
Die vielsamigen Früchte, Beeren, sind eiförmig spitz zulaufend bis lang schmal, schlangenähnlich gewunden, bis zu 150 cm lang und namensgebend für die Art. Unreife Früchte sind grün mit weißen Streifen und werden zur Reife orange bis rot. Im weißen, faserigen Fruchtfleisch sitzen braune Samen. Ältere Früchte werden bitter.
Die Chromosomenzahl ist 2n = 22 oder 44.

## Verbreitung
Die Heimat der Art wird in Indien vermutet. Heute wird sie in den feuchten Subtropen und Tropen von Australasien, Lateinamerika und Afrika angebaut und ist dort auch verwildert.

## Systematik

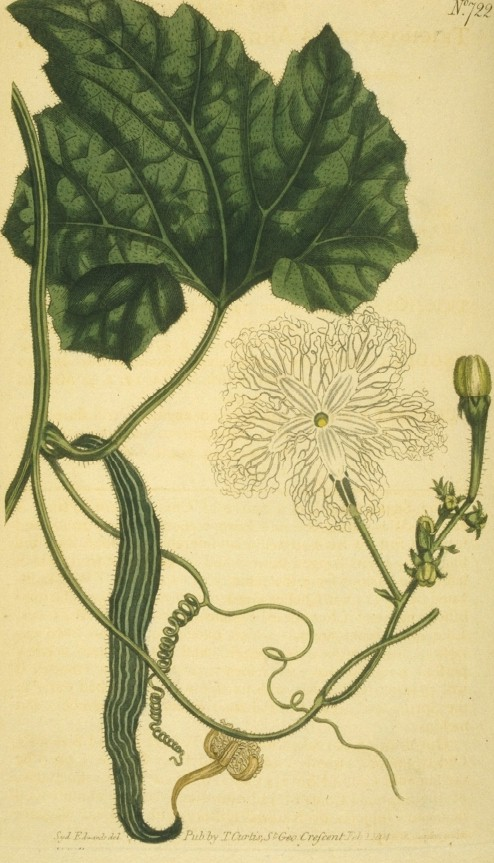
Illustration der kultivierten Varietät anguina

Die kultivierte Form, Trichosanthes cucumerina var. anguina (L.) Haines, wurde früher vielfach als eigene Art Trichosanthes anguina L. geführt. Sie ist jedoch mit der Wildform frei kreuzbar und genetisch kaum von ihr unterschieden.

## Anbau und Nutzung
Die Schlangenhaargurke ist empfindlich gegen Bodentrockenheit. Sie wird deshalb meist zu Beginn der Regenzeit angebaut. Von Vorteil sind Temperaturen konstant über 25 °C und kurze Tageslängen. Die Lianen werden an Spalieren oder anderen Stützen befestigt. An die jungen Früchte werden manchmal am Blütenende Steine gehängt, um gerade Früchte zu erzielen. Die Früchte werden zwei bis drei Monate nach dem Anbau mit einer Länge von 30 bis 60 cm geerntet.
Genutzt werden junge, unreife Früchte, bevor sie bitter werden. Sie werden gekocht oder in Currys verwendet. Sprossspitzen und Blätter werden als Gemüse verwendet, Wurzeln und Samen als Medizin. Die Anwendungsbereiche umfassen Wurmbekämpfung, Diarrhö, Bronchitis und Fieber.